# Rogue Trader
Rogue Trader (conocida en España como El gran farol y en México como El Estafador) es una película de drama de 1999 dirigida por James Dearden acerca del excorredor de derivados Nick Leeson y el colapso en 1995 del Barings Bank. El filme se basó en el libro de 1996 de Leeson Rogue Trader: How I Brought Down Barings Bank and Shook the Financial World y fue protagonizado por Ewan McGregor y Anna Friel.

## Sinopsis
Rogue Trader cuenta la historia de Nick Leeson, un empleado del Banco Barings que después de una exitosa temporada de trabajo en la oficina de la firma en Indonesia es enviado a Singapur como Gerente General de la Planta de Operaciones a la  SIMEX de intercambio. La película sigue el ascenso de Leeson tan pronto se convierte en uno de los comerciantes principales de Barings. Sin embargo, no todo es lo que parece a través de la cuenta 88888 error, Nick esconde las grandes pérdidas de cómo se juega el dinero de Barings con poco más que el bate de un párpado de los poderes-que-estar de vuelta en Londres.

## Reparto
- Ewan McGregor como Nick Leeson.
- Anna Friel como Lisa Leeson.
- Tim McInnerny como Tony Hawes.
- Nigel Lindsay como Ron Baker.
- John Standing como Peter Baring.
- Lee Ross como Danny Argyropoulos.
- Yves Beneyton como Pierre Beaumarchais.
- Betsy Brantley como Brenda Granger.
- Caroline Langrishe como Ash Lewis.
- Ivan Heng como Bartender.

## Distribución
Rogue Trader fue lanzado el 25 de junio de 1999 en Reino Unido y Estados Unidos. Fue distribuido por Pathé en Reino Unido y Cinemax en Estados Unidos.